# Hypomecis
Hypomecis is een geslacht van vlinders van de familie spanners (Geometridae), uit de onderfamilie Ennominae.

## Soorten
- H. aculeata (Fletcher D. S., 1958)
- H. assimilis (Warren, 1902)
- H. atrilunaria (Mabille, 1893)
- H. baouleana (Herbulot, 1974)
- H. barretti (Prout, 1915)
- H. buchholzaria Lemmer, 1937
- H. cenchris Herbulot, 1995
- H. clarissa Butler, 1886
- H. complacita (Prout, 1915)
- H. coryphocycla (Prout, 1925)
- H. costaria Guenée, 1858
- H. danieli (Wehrli, 1932)
- H. dedecora (Herbulot, 1985)
- H. dentigerata Warren, 1899
- H. ectropodes (Prout, 1913)
- H. exilis Sato, 1990
- H. gladstonei (Prout, 1922)
- H. gnopharia (Guenée, 1858)
- H. gonophora (Prout, 1916)
- H. humanitas Sato, 1988
- H. idiochroa (Prout, 1925)
- H. intrusilinea (Prout, 1915)
- H. irrelata (Herbulot, 1989)
- H. lioptilaria Swinhoe, 1901
- H. luridula Hulst, 1896
- H. moriutii Sato, 1991
- H. nessa Herbulot, 1995
- H. nigricuneata Warren, 1900

- H. oblivia Prout, 1925
- H. paradetractaria Sato, 1990
- H. plumulata Inoue, 1987
- H. polysticta Hampson, 1902
- H. punctinalis

Ringspikkelspanner Scopoli, 1763
- H. quaerenda Herbulot, 2000
- H. ratotaria Swinhoe, 1894
- H. roboraria

Grote spikkelspanner Denis & Schiffermüller, 1775
- H. separaria Möschler, 1887
- H. sommerei Sato, 1990
- H. spissata Warren, 1899
- H. stueningi Sato, 1991
- H. subdetractaria Prout, 1923
- H. transcissa Walker, 1860
- H. transponenda (Herbulot, 1989)
- H. umbrosaria Hübner, 1813